# Z9 Wolfgang Zenker
Lo Z9 Wolfgang Zenker fu un cacciatorpediniere della Kriegsmarine tedesca, nona unità della classe Zerstörer 1934 ed entrato in servizio nel luglio 1938.
Attiva durante la seconda guerra mondiale, l'unità servì brevemente nel teatro del mar Baltico per poi prendere parte alle operazioni nel Mare del Nord e, nell'aprile 1940, alla campagna di Norvegia; la nave fu infine autoaffondata dal suo stesso equipaggio il 13 aprile 1940 al termine degli eventi della seconda battaglia navale di Narvik.

## Storia
Impostata a Kiel il 23 marzo 1935 nei cantieri della Deutsche Werke, l'unità fu varata il 27 marzo 1936 con il nome di Z9 Wolfgang Zenker in onore del Leutnant zur See Wolfgang Zenker, ufficiale sulla nave da battaglia SMS König ucciso dal suo stesso equipaggio il 5 novembre 1918 durante i fatti dell'ammutinamento di Kiel; la nave entrò poi in servizio il 2 luglio 1938 agli ordini del Fregattenkapitän Pönitz.
In forza alla 6ª Flottiglia cacciatorpediniere, allo scoppio della seconda guerra mondiale nel settembre 1939 lo Zenker fu assegnato alle operazioni della campagna di Polonia, venendo dislocato nella baia di Danzica per contrastare il traffico navale nemico; il 3 settembre lo Zenker e il cacciatorpediniere Z1 Leberecht Maass ingaggiarono in un breve combattimento il cacciatorpediniere polacco ORP Wicher e il posamine ORP Gryf al largo della penisola di Hel, ritirandosi dopo che il Maass ebbe riportato danni per il fuoco di una batteria costiera. Conclusa la campagna polacca, lo Zenker fu inviato nel Mare del Nord per prendere parte alle missioni notturne di posa di mine al largo delle coste orientali dell'Inghilterra: nella notte tra il 10 e l'11 gennaio 1940 lo Zenker e i cacciatorpediniere Z8 Bruno Heinemann e Z13 Erich Koellner posarono un campo di mine navali al largo di Cromer su cui, nei giorni seguenti, andarono perduti tre mercantili; nella notte tra il 9 e l'11 febbraio seguenti le stesse tre unità posarono un altro sbarramento minato nella zona dell'Haisborough Sands, non lontano dal precedente campo minato, su cui nei giorni successivi andarono perduti tre mercantili.
Il 18 febbraio lo Zenker prese parte all'operazione Nordmark, una sortita nel Mare del Nord di una formazione comprendente le navi da battaglia Scharnhorst e Gneisenau, l'incrociatore pesante Admiral Hipper e quattro cacciatorpediniere in direzione del passaggio tra le isole Shetland e la Norvegia: il gruppo navale tedesco non incontrò alcun obiettivo nemico e rientrò in patria senza essere stato scoperto.
Ai primi di aprile 1940 lo Zenker fu destinato all'operazione Weserübung, l'invasione tedesca di Norvegia e Danimarca: unitamente a una flottiglia di altri nove cacciatorpediniere, l'unità avrebbe dovuto trasportare un contingente di truppe da montagna del Gebirgsjägerregiment 139 fino allo strategico porto di Narvik nel nord della Norvegia. Dopo un lungo viaggio attraverso il Mare del Nord, le unità tedesche penetrarono nel fiordo di Narvik la mattina del 9 aprile: i difensori norvegesi furono presi di sorpresa e sopraffatti dopo un breve combattimento, con lo Zenker che supportò lo sbarco dei fanti di montagna a Elvegårdsmoen perché catturassero un locale deposito di armi dell'Esercito norvegese. Portata a termine la missione, le navi tedesche avrebbero dovuto senza indugi fare ritorno in patria, ma una delle petroliere che trasportavano il carburante necessario per il viaggio di ritorno era stata intercettata dal nemico e questo contrattempo ritardò la partenza consentendo alla Royal Navy britannica di reagire: la mattina del 10 aprile una formazione di cinque cacciatorpediniere britannici attaccò le navi tedesche a Narvik, affondando due unità pur perdendone a sua volta altre due; lo Zenker ingaggiò battaglia con i cacciatorpediniere nemici, ma a corto di carburante non poté inseguirli dopo che questi si furono ritirati.
Lo Zenker era una delle poche unità tedesche rifornite e pronte al combattimento quando i britannici ritornarono nel fiordo di Narvik il 13 aprile con forze ben maggiori (la nave da battaglia HMS Warspite e nove cacciatorpediniere): lo Zenker impegnò le unità britanniche fino a esaurire i suoi siluri, dopodiché si recò con altri tre cacciatorpediniere tedeschi sul fondo del fiordo di Rombaken dove, coperto da una cortina fumogena, fu evacuato dall'equipaggio e quindi autoaffondato per prevenirne la cattura da parte del nemico.